# Irkutsks regionala konstmuseum

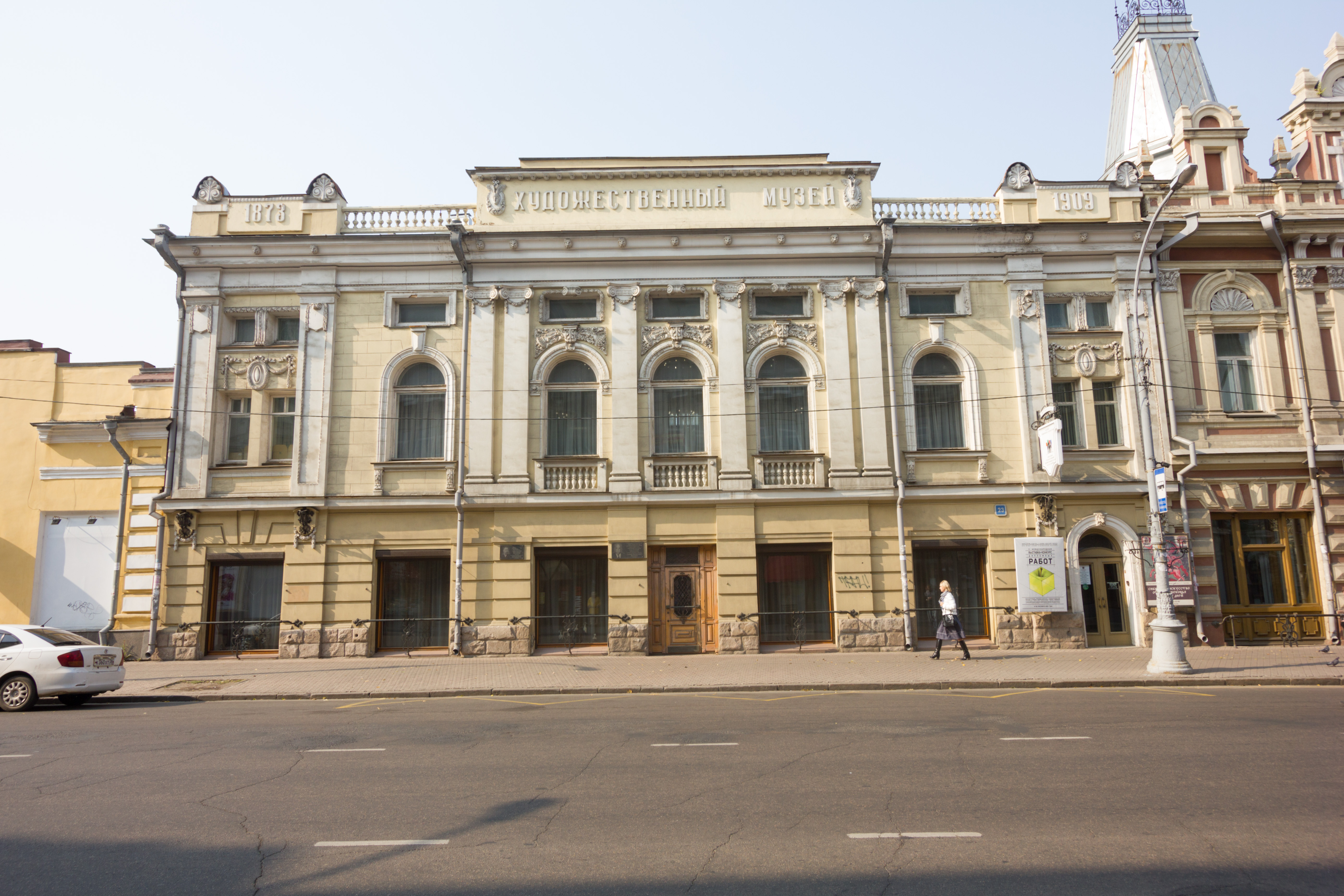
Siberiska Handelsbankens tidigare byggnad från 1893, nu del av Irkutsks regionala konstmuseum, byggnadsminne

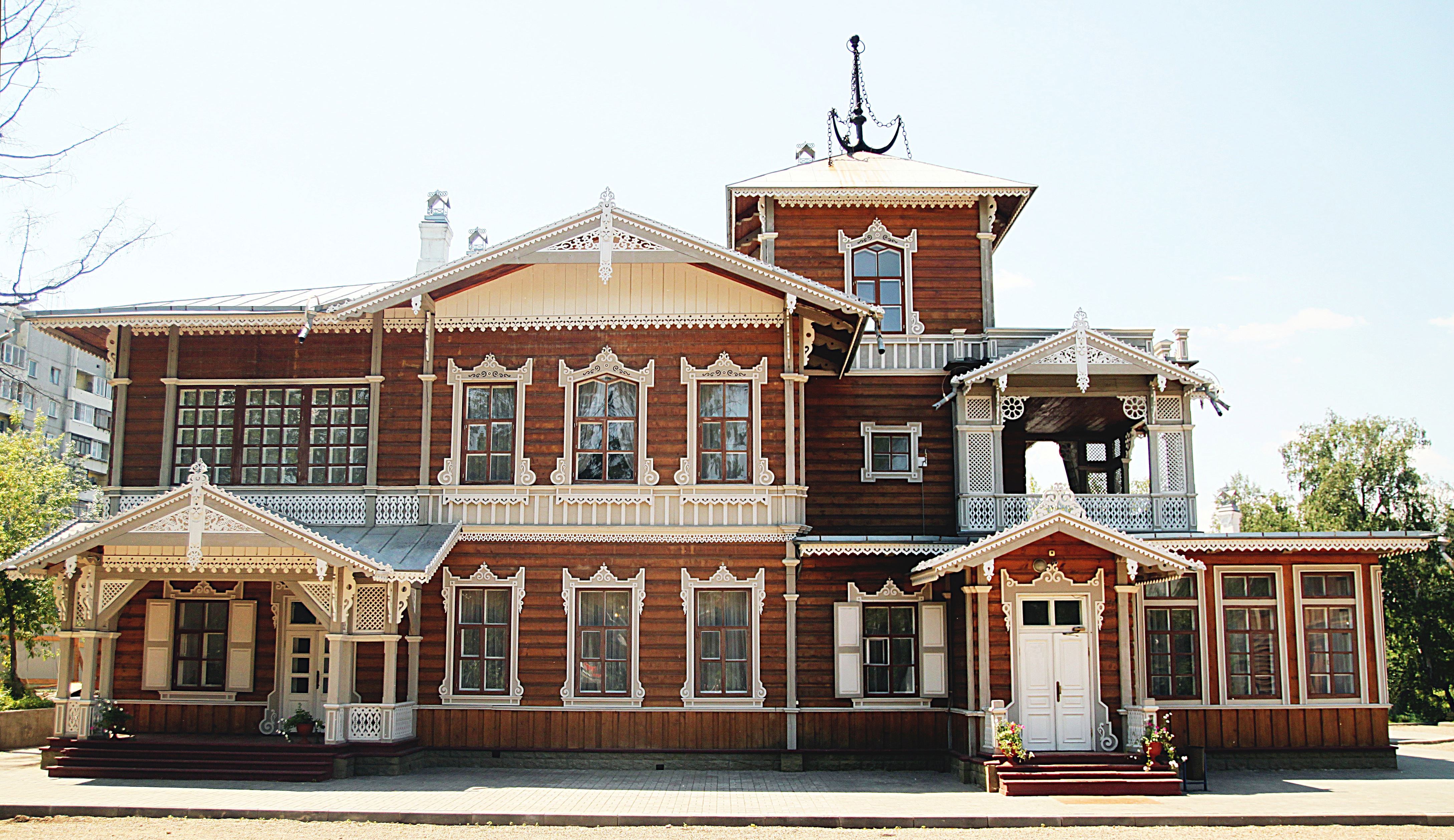
V.P. Sukatjovs gård, uppfört 1882, byggnadsminne 1975

Irkutsks regionala konstmuseum (ryska: Иркутский областной художественный музей) är ett konstmuseum i Irkutsk i Sibirien i Ryssland.  
Museet grundades under slutet av 1800-talet och baserades på en privat konstsamling som tillhörde den i Irkutsk verkande borgmästaren och  publicisten Vladimir Platonovitj Sukatjov, och som denne skänkte till sin födelsestad.  
Sukatjov började samla målningar av samtida ryska konstnärer i Sankt Petersburg från tidigt 1870-tal. Vid slutet av 1800-talet ingick fler än 80 verk i samlingen av bland andra Vasilij Maksimov, Aleksej Bogoljubov, Ilja Repin, Michail Clodt von Jürgensburg, Petr Vereschagin, Ivan Ajvazovskij, Ivan Welz, Bogdan Willewalde och Lev Lagorio. 
Museet har också erhållit östasiatiska verk av Öst- och Sibirienavdelningen på Ryska geografiska sällskapet. År 1920 nationaliserades konstsamlingen, vilken hade utökats med verk som skänkts av andra lokala donatorer.

## Byggnader
Museet har flera byggnader:
- Huvudbyggnaden vid Leningatan är en tvåvånings stenbyggnad från 1905–1907, som ritades av D.R. Magidea. Den inrymmer rysk och västerländsk konst från 1600-talet och framåt samt konst från östasiatiska länder (Kina, Japan och Mongoliet) från mellan 1300-talet och 1900-talet.
- En två våningars stenbyggnad vid Karl Marxgatan från 1893, ritad av Georgi Vasilievitj Rosen, innehåller konst från Sibirien från 1600-talet och framåt.
- V.P. Sukatjovs gård med fem träbyggnader och en park på 3,2 hektar vid Decemberhändelsegatan i stadens centrum, från 1883, har utställningar om familjen.
- A.N. Gindins fastighet vid Sverdlovsgatan inrymmer ett informations- och utbildningscenter och museumsateljé.

## Bildgalleri

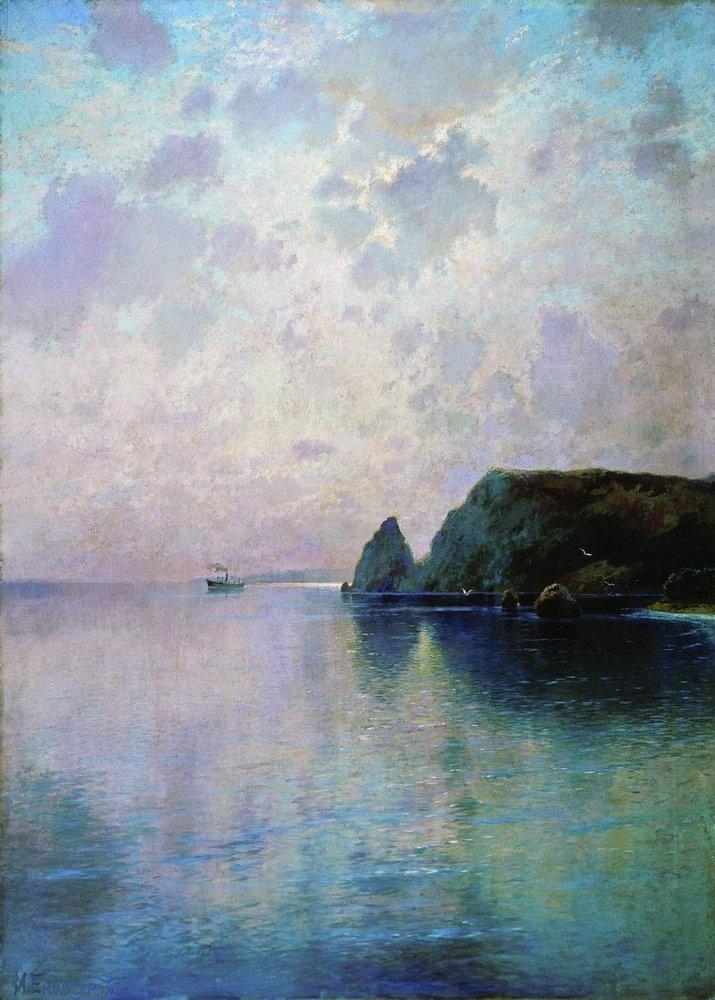
Sankt Georges kloster på Kap Fiolent på Krim, oljemålning av Ivan Ivanovitj Endogurov (1861–1898)
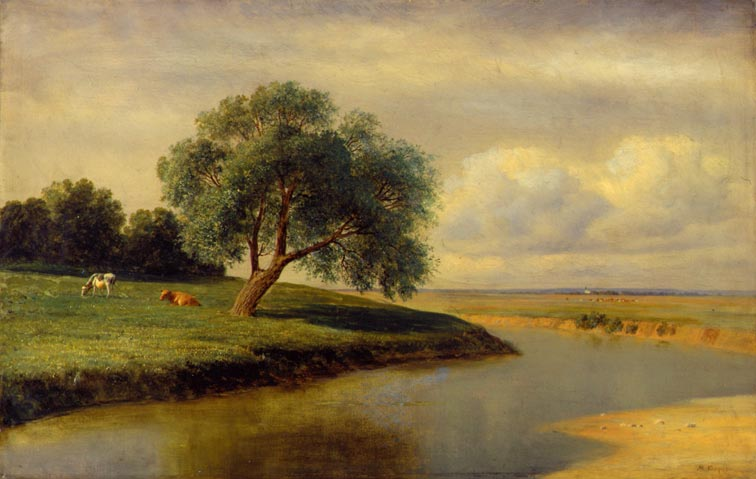
Volga vid Simbirsk av Michail Clodt von Jürgensburg, 1881
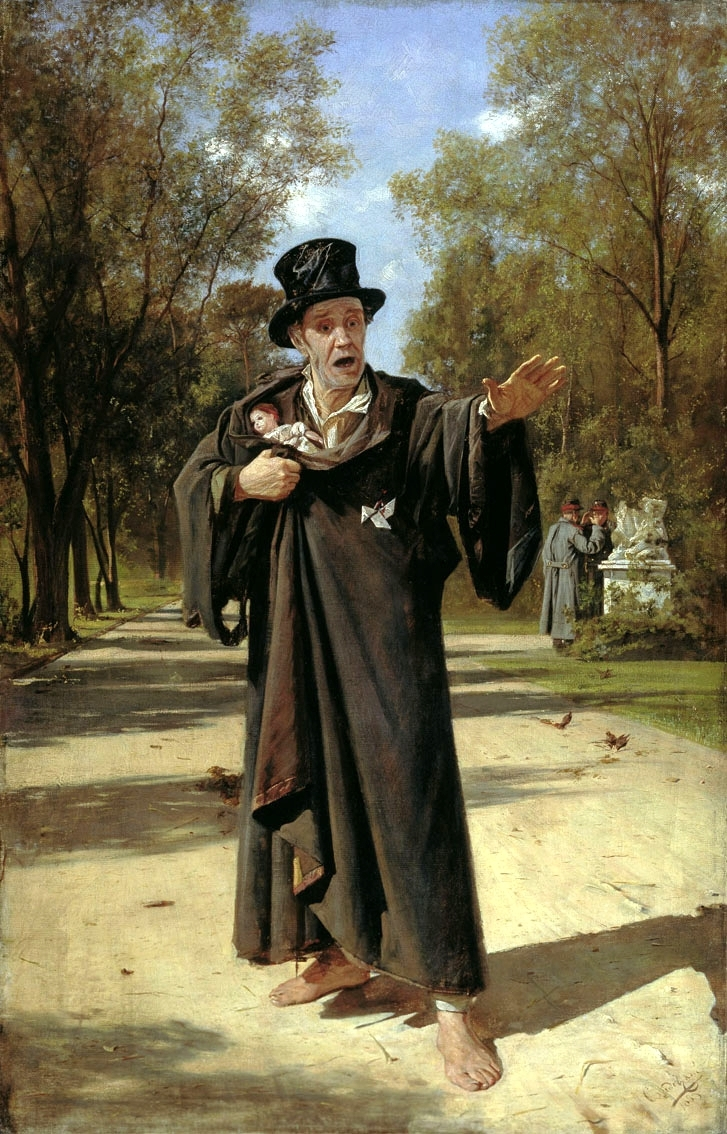
Vettvilling av Nikolaj Skadovskij (1845–1892), 1883
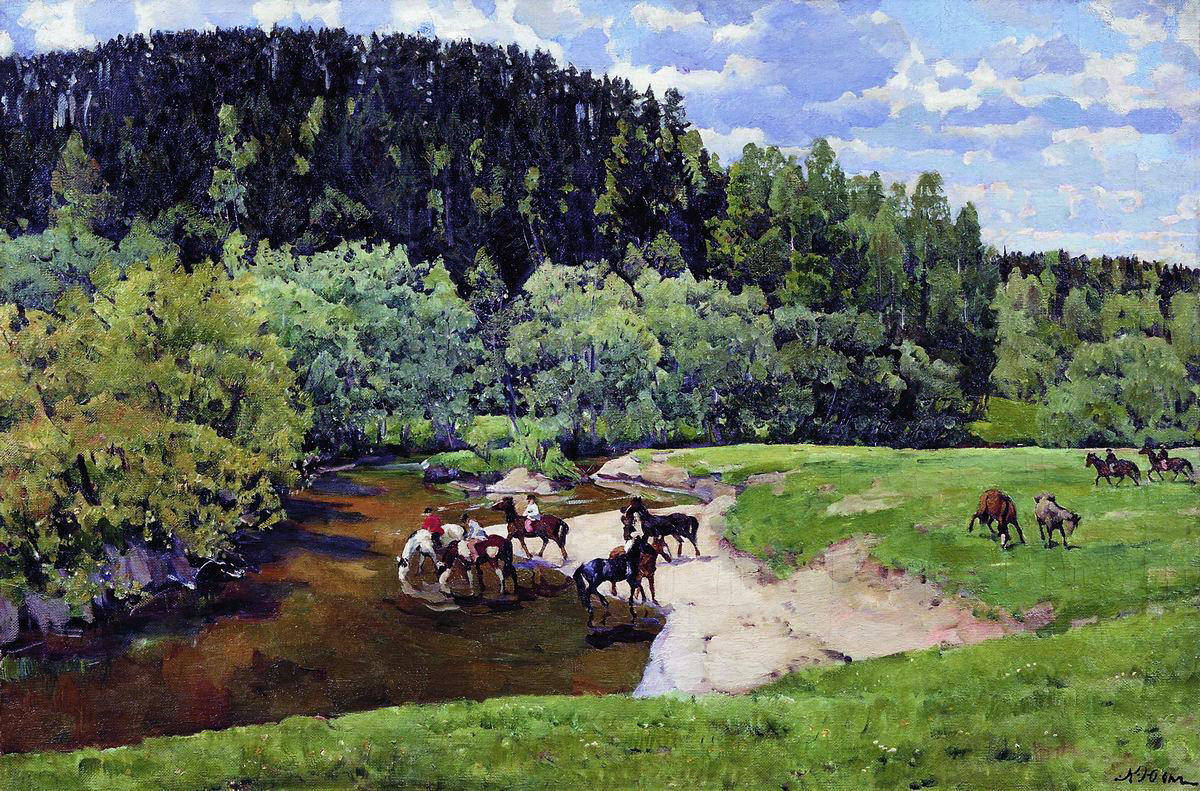
Vattenställe av Konstantin Yuon (1875–1958), 1917
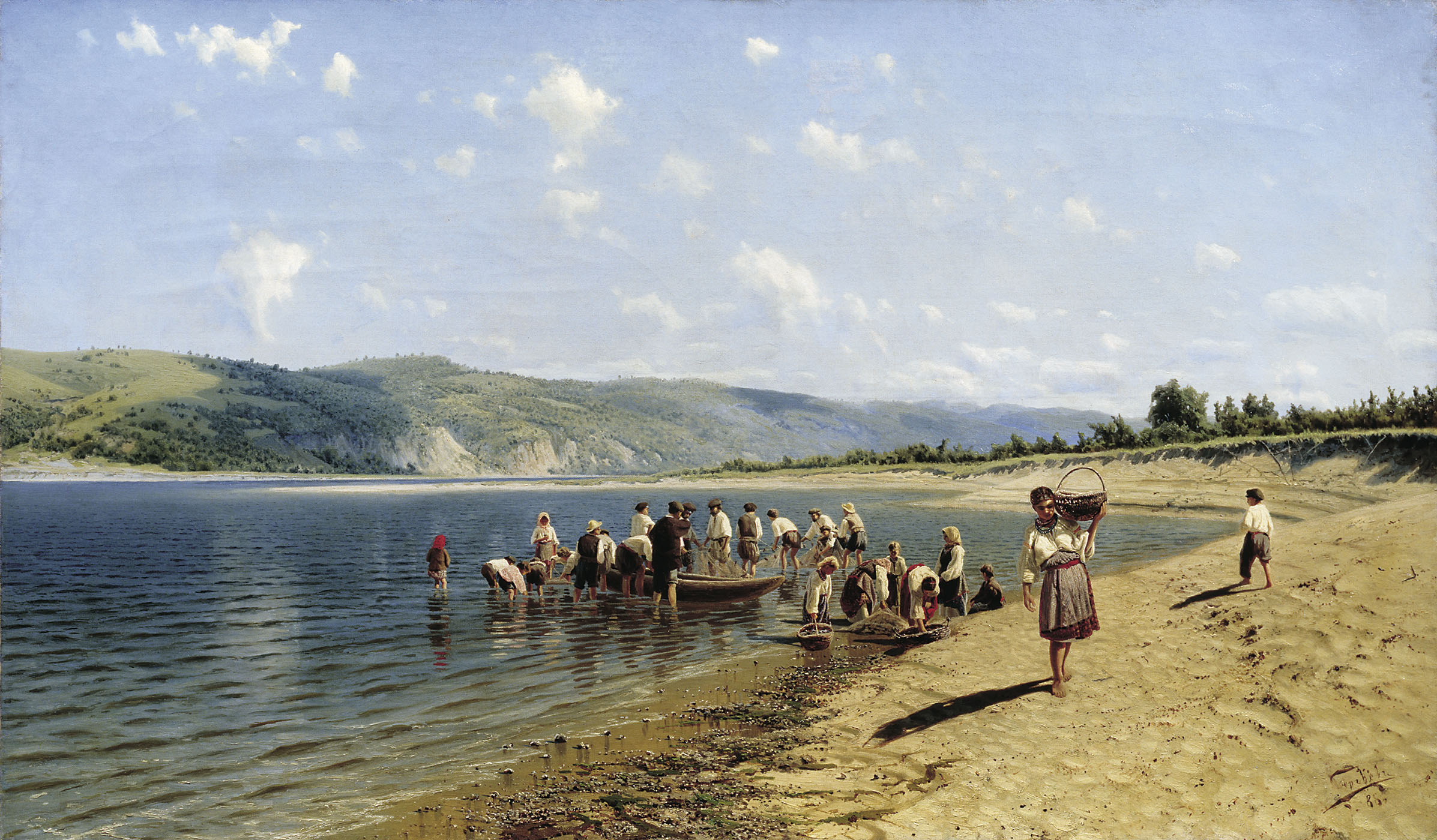
Fiske i Dnjepr av Nikolaj Sergeev (1855–1919), 1888
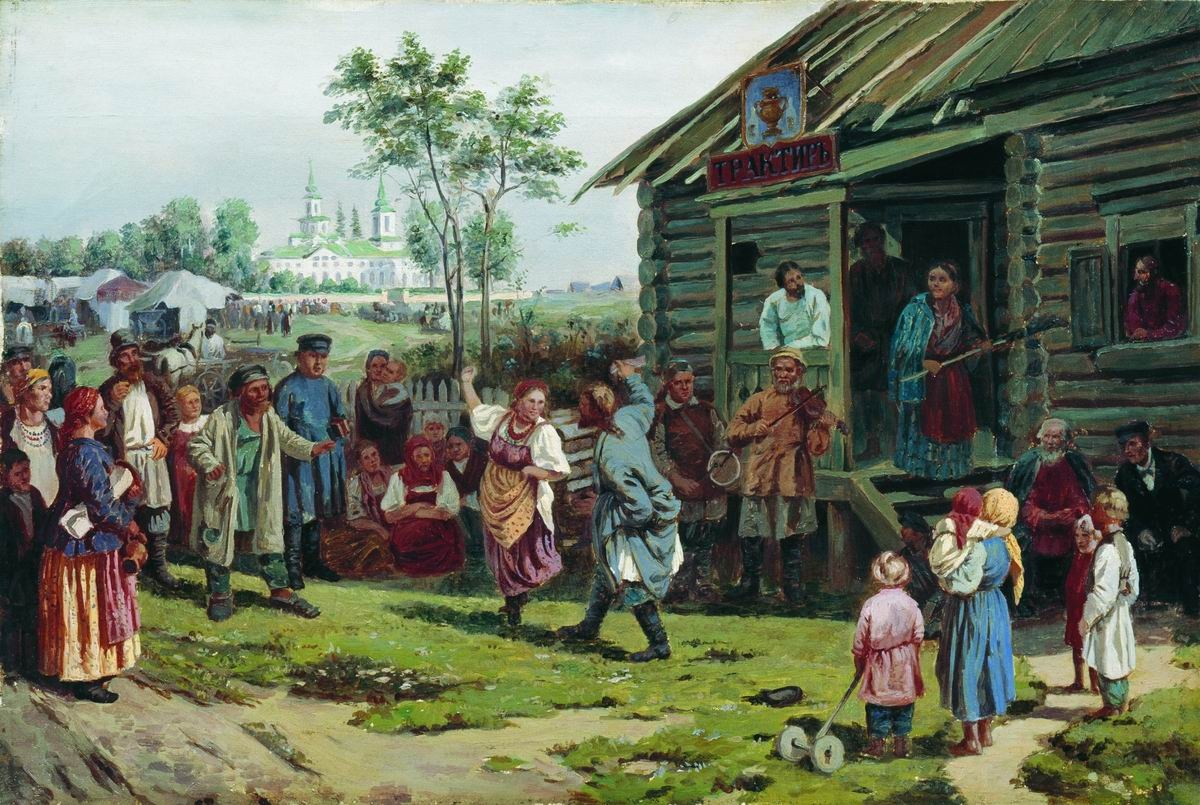
Fest på landsbygden av Illarion Prjanischnikov (1840–1894), 1870-talet
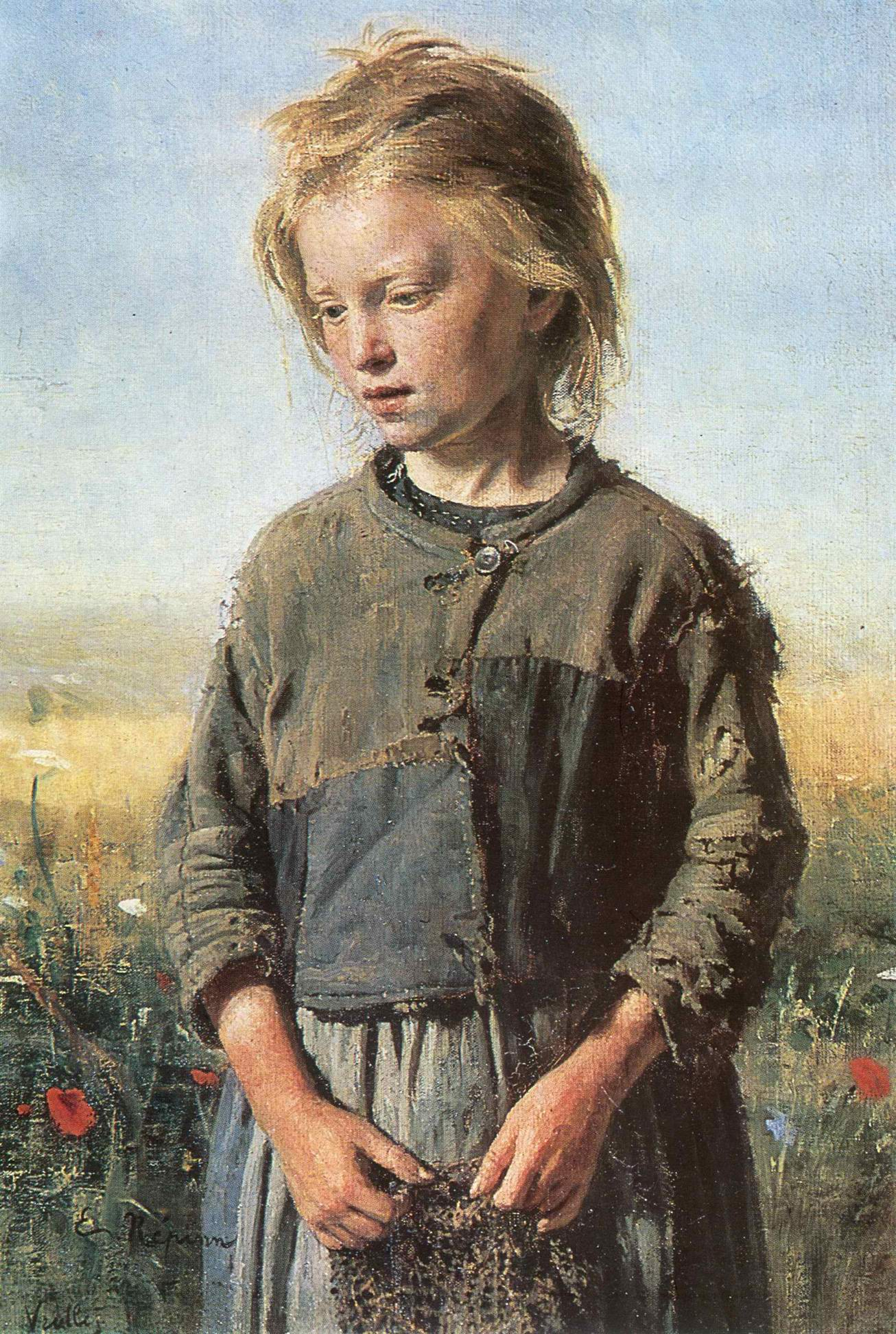
Fiskarflicka av Ilja Repin, 1874
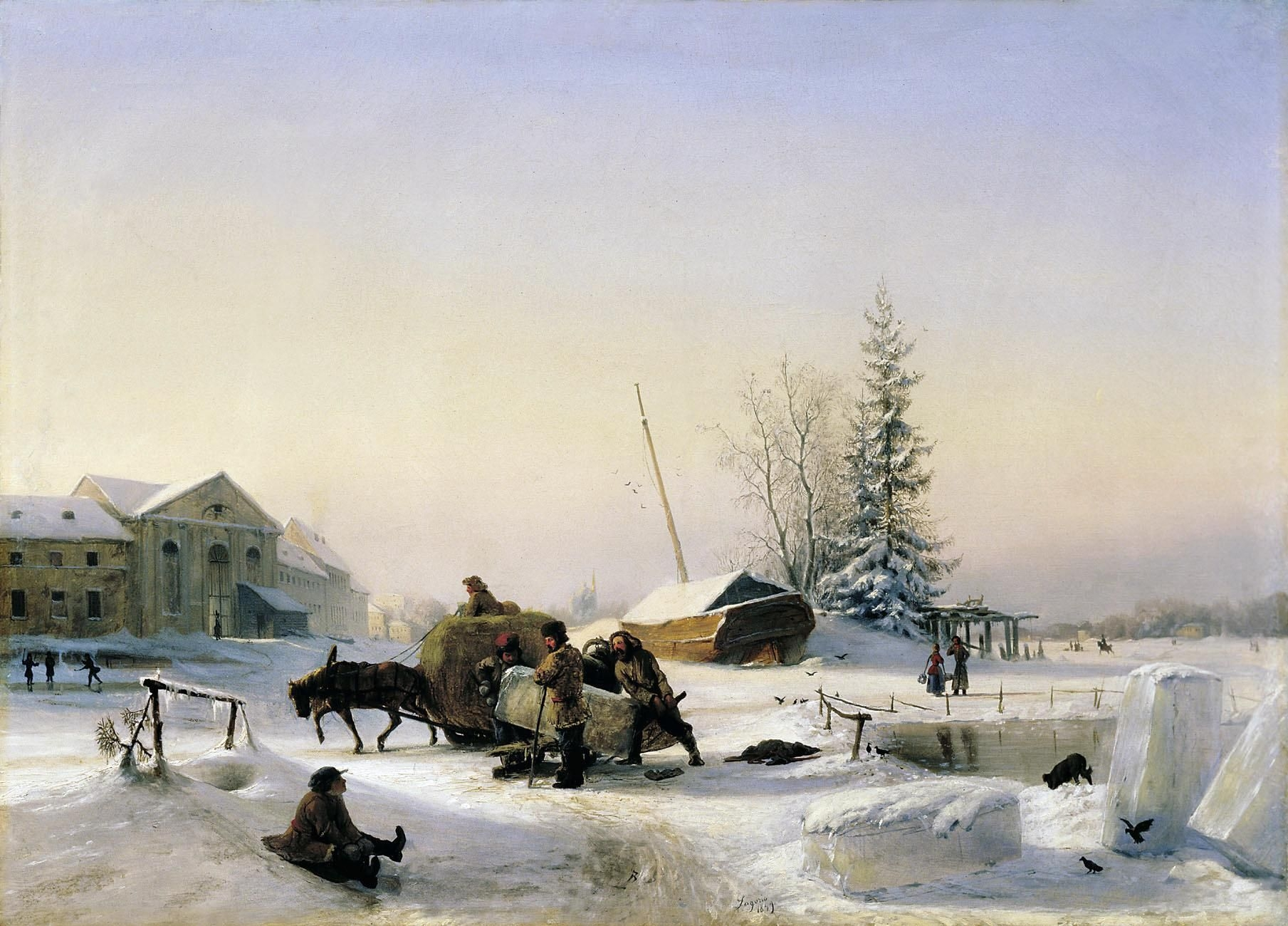
Istransport av Lev Lagorio (1827–1905), 1849